# Boim Kapel
De Boim Kapel (Oekraïens:  Каплиця Боїмів), ook: Getsemane-kapel, is een belangrijk monument van sacrale architectuur uit de late renaissance in de Oekraíense stad Lviv. De kapel wordt bedreigd door verval; fondsenwervende campagnes proberen geld in te zamelen om de kapel te redden.

## Geschiedenis
De kapel werd in de jaren 1609-1615 als grafkapel gebouwd op de (in de 19e eeuw opgeheven) begraafplaats bij de rooms-katholieke kathedraal van Lemberg. Opdrachtgever was de van oorsprong Hongaarse patriciër György Boim. In totaal werden er veertien leden van de familie Boim bijgezet.
Het beheer van de kapel werd in de tweede helft van de 18e eeuw door de familie overgedragen aan de naastgelegen kathedraal. De bouw van de kapel wordt toegeschreven aan Andreas Bemer en is een van de belangrijkste voorbeelden van maniëristische architectuur in Centraal-Europa.

## Beschrijving
De kapel werd gebouwd op een vierkante plattegrond. Het gebouw bezit een cassettenkoepel op een tamboer met pendentief. Op de koepel staat een lantaarn bekroond met een kruis en een beeld van Christus als Man van Smarten. Oorspronkelijk werd de kapel vrijstaand gebouwd, maar in de 19e eeuw bouwde men aan de zuidelijke kant een rij woningen aan.
Op de door vijf pilasters verdeelde oostelijke gevel bevinden zich portretten van George Boim en zijn vrouw Jadwiga (Hedwig), geschilderd in 1617 door Giovanni Gianni. Op de noordelijke muur zijn fresco's van Christus en de Maagd Maria. Aan de zijmuur van de achthoekige tamboer is een bas-reliëf van Sint-Joris in gevecht met de draak. De rijk gedecoreerde westelijke gevel is het werk van Johann Scholz. De hoogste verdieping toont scènes uit de geschiedenis van de Passie: de Geseling van Jezus, de Kruisweg, de Kruisiging en Kruisafneming.
De decoraties van het interieur zijn vooral het werk van Hans Pfister. De cassetten van de koepel zijn gevuld met beeldhouwwerk. Het altaar bestaat uit drie horizontale rijen en strekt zich uit tot de koepel. De beelden werden veelal gesneden uit kalksteen, hoger werd er meer gebruikgemaakt van stucwerk. Er zijn ook fragmenten in zwart marmer en wit albast. De onderste kroonlijst wordt ondersteund door beelden van vier profeten. De deuren werden versierd met inlegwerk en decoratieve armaturen.
Op de zuidelijke muur bevinden zich de epitafen, die door Hans Pfister van marmer en albast werden gemaakt. Boven de toegangsdeur hangen de portretten van George Boim en zijn zoon Paul, die na de dood van zijn vader de bouw aan de kapel voortzette.

## Afbeeldingen

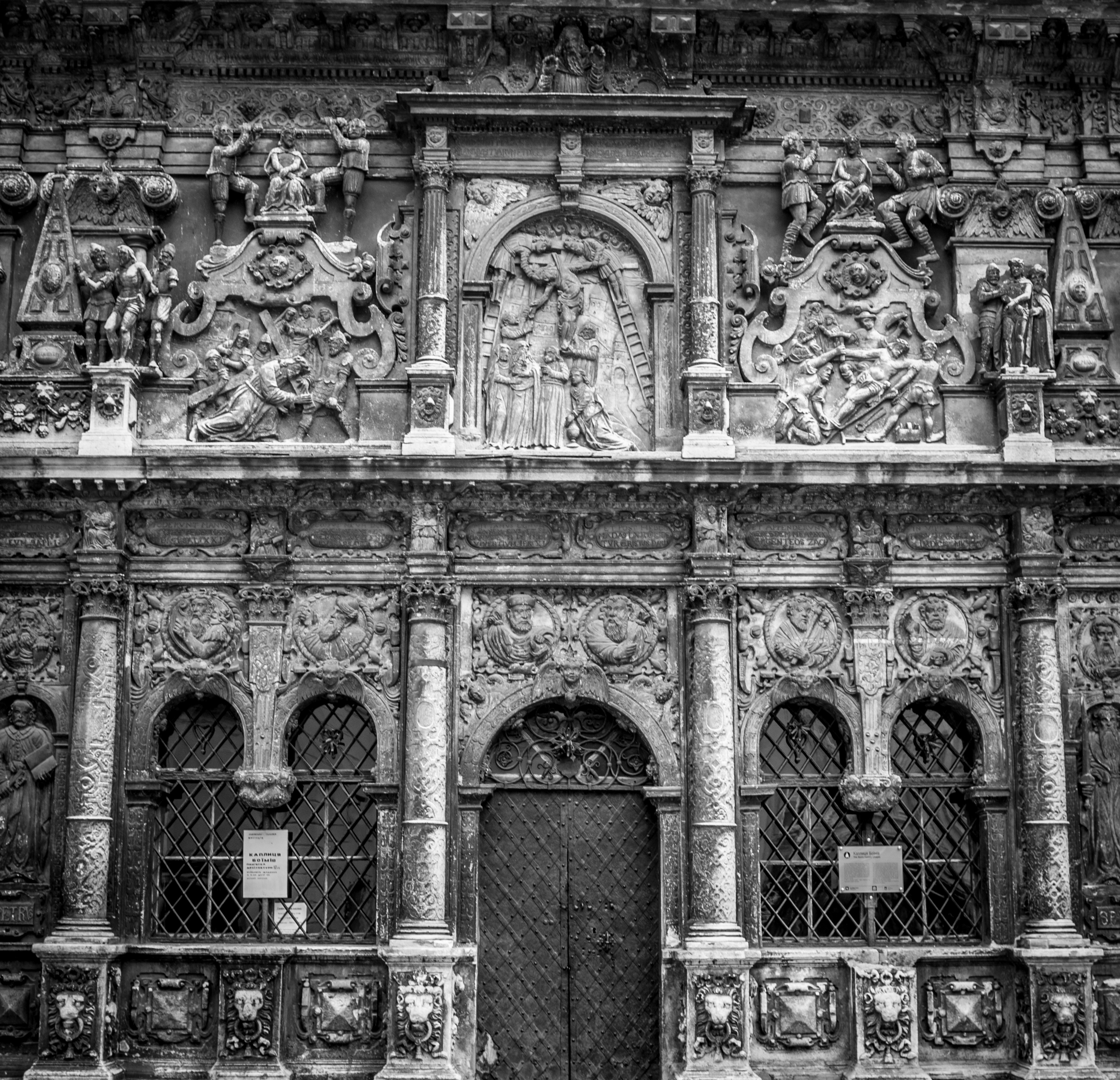
Voorzijde
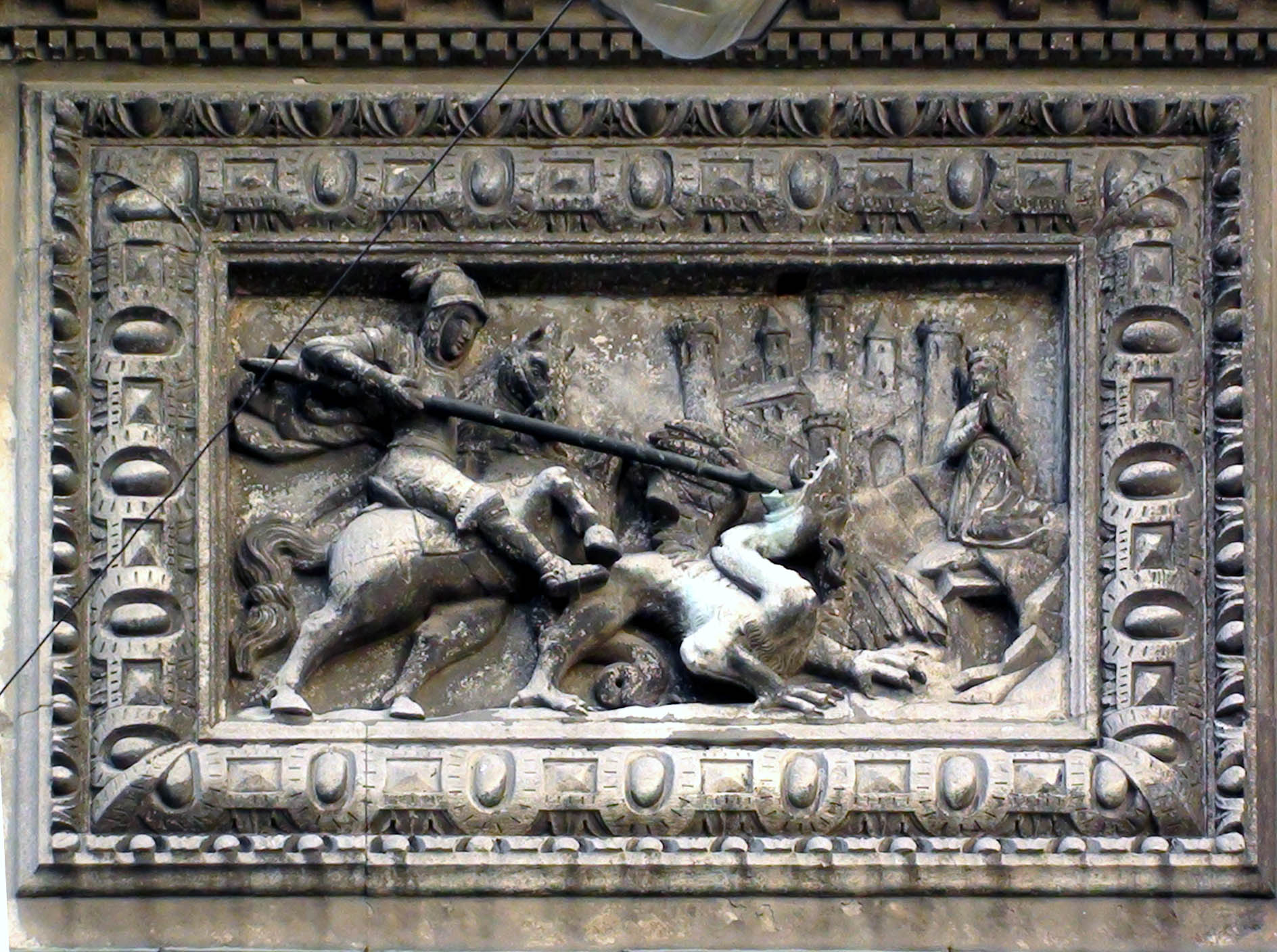
Reliëf Sint-Joris
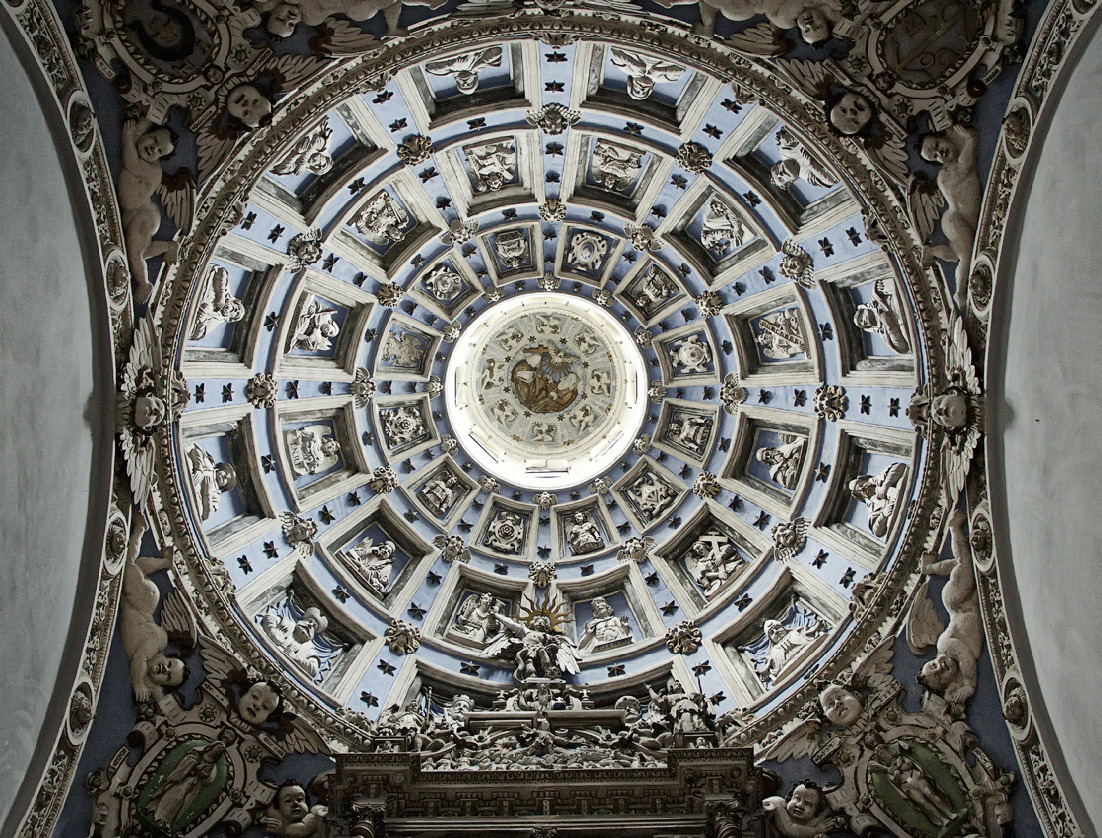
Koepel
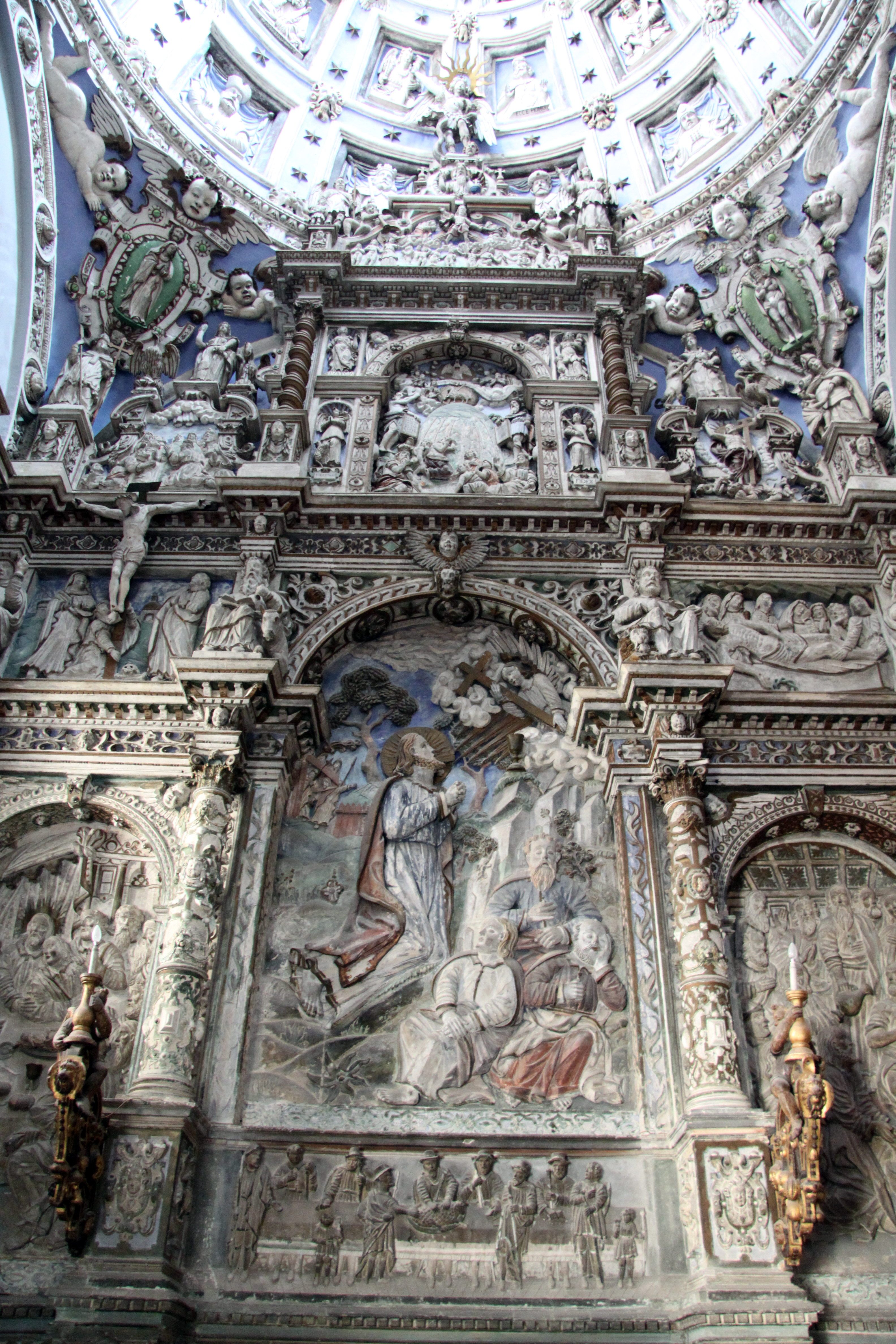
Altaar